# Парк имени Володи Дубинина (Днепр)
Парк имени Володи Дубинина — парк (сквер) в городе Днепре (бывший Днепропетровск) в Украине, названный в честь пионера-героя Великой Отечественной войны Володи Дубинина.
Парк в Днепропетровске площадью 3,5 гектара был открыт в 1967 году. После распада СССР пережил время полного запустения. Долгое время он не находился на балансе коммунальных предприятий города, и только в 2016 году был передан в предприятие «Городская инфраструктура». В 2017 году был утверждён проект реконструкции и часть парка была закрыта.
Общая стоимость работ по реконструкции парка составила около 64 миллионов гривен: на его территории был выровнен грунт, заменена имеющаяся в земле канализация, обновлён зелёный массив, добавлены игровая и спортивная зоны.
В парке установлен памятник Володе Дубинину в виде бюста. Скульпторы — К. И. Чеканёв и В. И. Щедрова. Бюст пионера-героя из камня расположен на высокой стеле из такого же камня. На стеле надпись: «Володе Дубинину». Памятник имеет невысокое основание, расположен на площадке, выложенной тротуарной плиткой и окружённой бордюром.
В 2017 году, по плану декоммунизации, памятник попал в список объектов, подлежащих демонтажу.